# 單極馬達

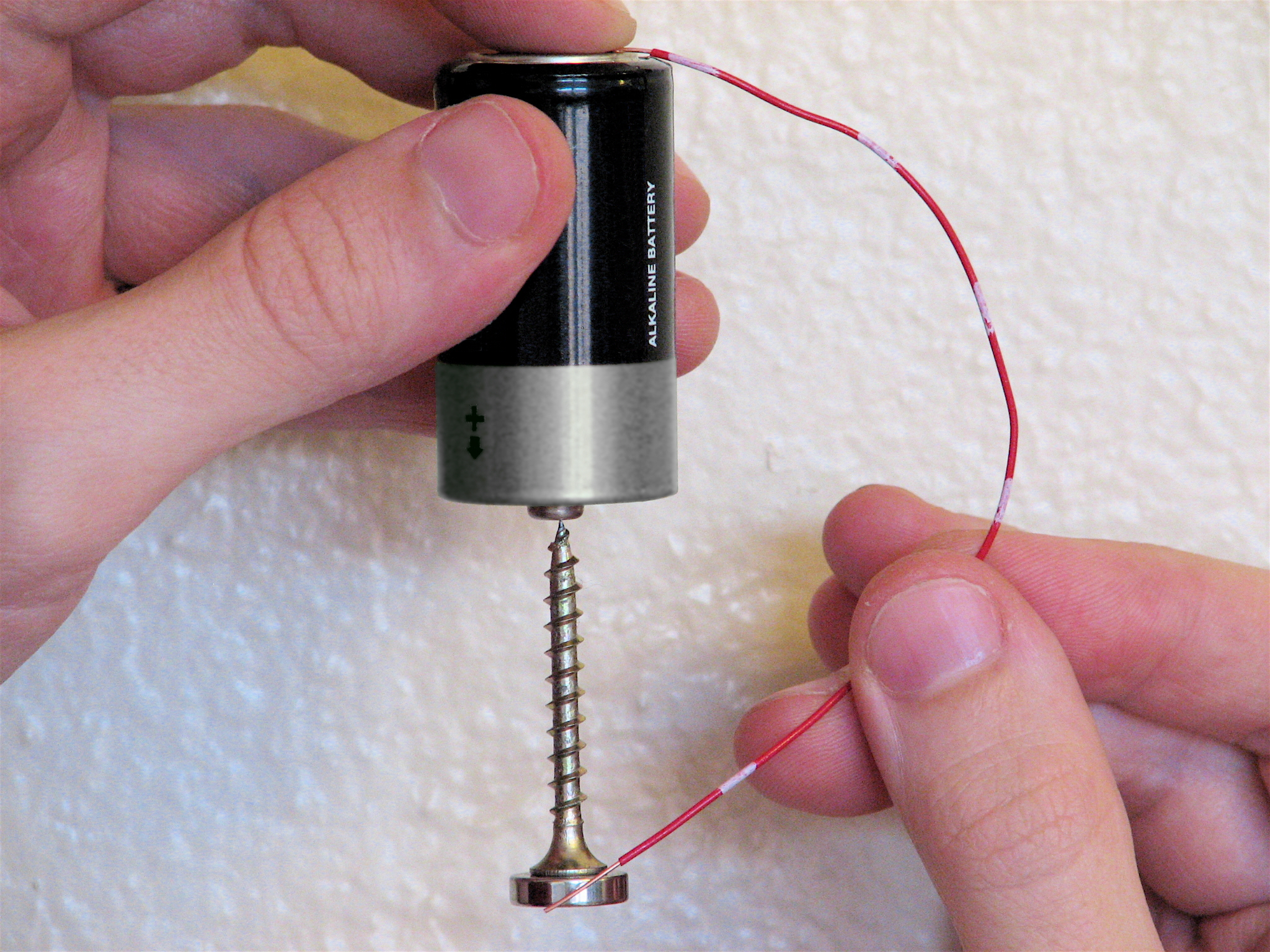
DIY 一個由螺絲、電池、導線、盤形磁鐵所做成的單極馬達。磁鐵位於螺絲頭上。螺絲與磁鐵透過磁力吸附在電池的負極上。螺絲與磁鐵以螺絲尖端作為軸承旋轉。

單極馬達是一種具有兩個磁極的直流馬達。其中的導體透過圍繞一個旋轉軸旋轉來切斷磁通量的單向磁力線來製造一個穩定的磁場。產生的電動勢在單一方向連續，故單極馬達不需要換向器，但仍需要集電環。「單極」代表其電極與磁極不會改變（不需換向器）。

## 歷史

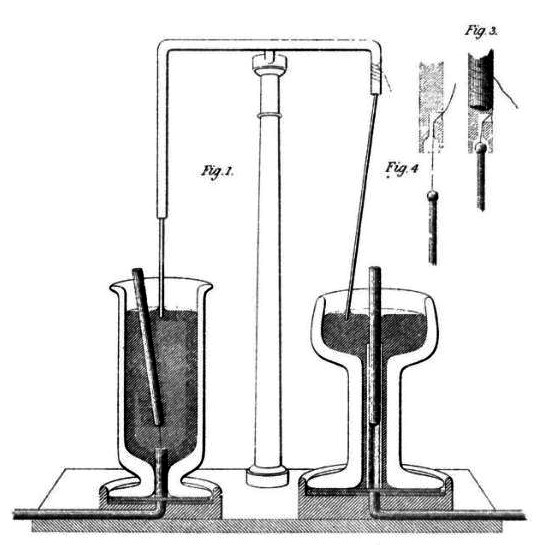
法拉第的電磁實驗

單極馬達為第一個被製造的馬達。由法拉第於1821年在英國科學知識普及會提出。
1821年，在丹麥物理學家、化學家汉斯·奥斯特發現電磁現象後，汉弗里·戴维與威廉·海德·沃勒斯顿曾嘗試製作一個馬達但以失敗告終。法拉第在與兩人討論後製作了兩個裝置來製造他所稱的電磁旋轉（Electromagnetic rotation）最後演變成現在的單極馬達。

## 原理
單極馬達由勞侖茲力驅動。放置在與磁場垂直的載流導線會產生一個垂直磁場與導線的力。此力產生一個旋轉的力矩。  由於旋轉軸與磁場平行，且對應的磁場方向不變，故電流不需要換向即可持續旋轉。此設計中电流流过运动部件，降低了效率，安全，和可靠性，所以單極馬達較不適合用於大多數的應用。
如同大部分的電動機，單極馬達可以發電。如果以外力旋轉，即成為一個單極馬達發電機，可於兩端點間產生直流電。單極發電機在20世紀後期提供極高電壓的直流電並成功研發出磁軌砲。

## 製作一個簡易的單極馬達
單極馬達非常容易製作。使用一個永久磁鐵提供磁場並用電池提供電流通過導線。磁鐵不需要移動，甚至不需要與馬達其他部分接觸。可以將磁鐵附著於電池上並且用導線製作一個封閉但可自由旋轉的電路。在持續的旋轉後，導線和電池會開始發熱，此時應將其斷電。

## 圖像

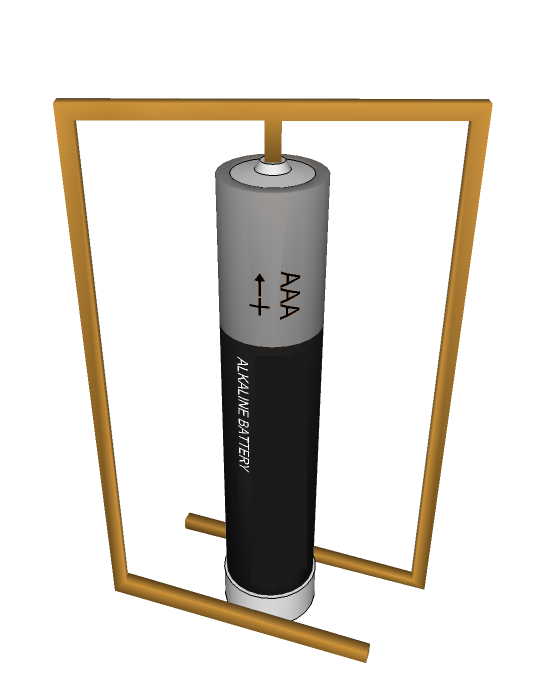
單極馬達3D圖
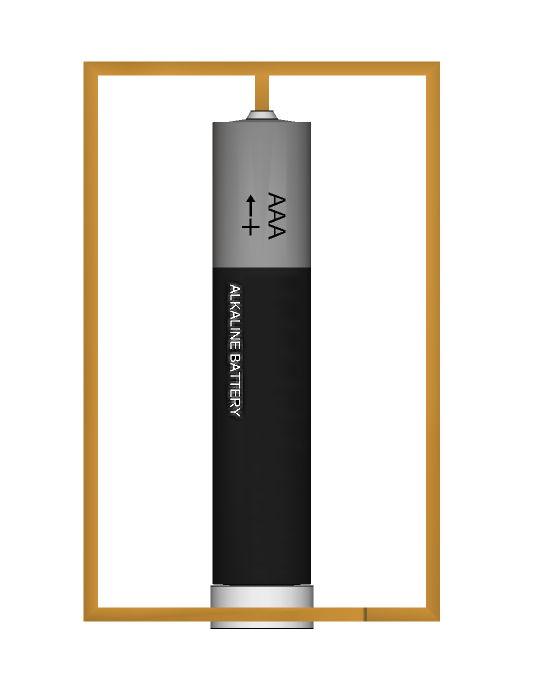
單極馬達2D圖
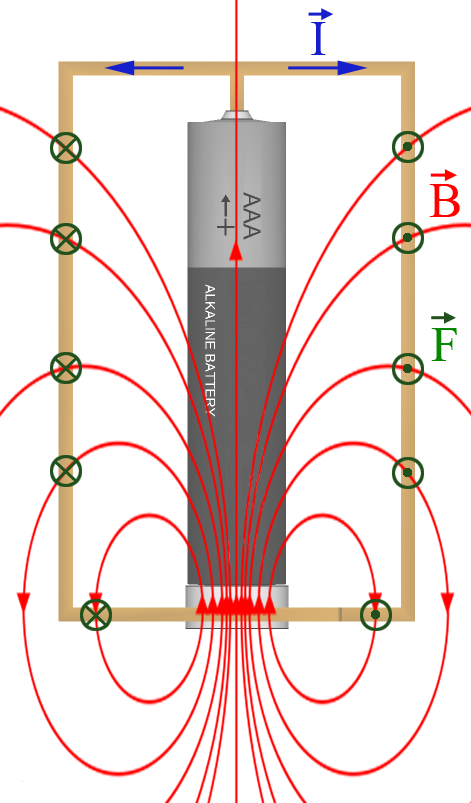
單極馬達的電路、磁力線、勞侖茲力
- 影片

## 範例
- 磁軌砲
- 滾珠軸承馬達